# Kurtz (Familienname)
Kurtz ist ein deutscher Familienname.

## Namensträger
- Adam Kurtz (1929–2020), deutscher Maler, Grafiker, Metallkünstler und Bildhauer
- Adolf Kurtz (1891–1975), deutscher Pfarrer
- Armin Kurtz (* 1955), deutscher Mediziner
- Arthur Kurtz (1860–1917), österreichischer Maler
- Arved Kurtz (1899–1995), russisch-amerikanischer Geiger, Dirigent und Musikpädagoge
- Augustin Maria Kurtz-Gallenstein (1856–1916), österreichischer Maler
- Carl Kurtz (1841–1909), deutscher Jurist und Politiker, MdR
- Carl Wilhelm Kurtz (1809–1869), deutscher Zinngießer und Unternehmer
- Donna C. Kurtz (* 1943), US-amerikanische Klassische Archäologin
- Edmund Kurtz (1909–2004), russisch-amerikanischer Cellist
- Eduard Kurtz (1845–1925), baltendeutscher Byzantinist
- Edward C. Kurtz junior (1946–2013), US-amerikanischer Dokumentarfilmer
- Efrem Kurtz (1900–1995), russisch-amerikanischer Dirigent
- Ernst Kurtz (1899–1996), deutscher Uhrenfabrikant
- Erwin Kurtz, deutscher Kunstturner
- Eugene Kurtz (1923–2006), US-amerikanischer Komponist
- Ferdinand Sigismund Kurtz von Senftenau (1592–1659), deutscher Reichsvizekanzler
- Frank Kurtz (1911–1996), US-amerikanischer Wasserspringer
- Franz Kurtz (1825–1902), deutscher Erfinder
- Friedrich Kurtz (1915–1993), deutscher Offizier
- Fritz Kurtz (auch Federico Kurtz; 1854–1920), deutsch-argentinischer Botaniker
- Gary Kurtz (1940–2018), US-amerikanischer Filmproduzent
- Gene Kurtz (1942–2011), US-amerikanischer Musiker und Songwriter
- George Kurtz (* 1965), US-amerikanischer Unternehmer und Autorennfahrer
- Gerdina Hendrika Kurtz (1899–1989), niederländische Historikerin und Archivarin
- Guilherme Kurtz (* 1994), brasilianischer Mittelstreckenläufer
- Hans Peter Kurtz (* 1955), deutscher Politiker und Gewerkschaftsfunktionär
- Inge Kurtz (* 1949), österreichisch-deutsche Malerin und Autorin
- Jacob Kurtz von Senftenau (1553–1594), deutscher Reichsvizekanzler, siehe Jacob Kurz von Senftenau
- Jacob Banks Kurtz (1867–1960), US-amerikanischer Politiker
- Jerome Kurtz (1931–2015), US-amerikanischer Verwaltungsbeamter
- Joachim Kurtz (Biologe), Evolutionsbiologe und Hochschullehrer
- Joachim Kurtz (* 1964), deutscher Sinologe und Historiker
- Johann Heinrich Kurtz (Glockengießer) (1779–1853), deutscher Glockengießer und Unternehmer, siehe Kurtz (Glockengießerfamilie)
- Johann Heinrich Kurtz (Theologe) (1809–1890), deutsch-baltischer Theologe und Kirchenhistoriker
- Josef Kurtz (1903–1970), deutscher Landwirt und Politiker (CVP, CDU)
- Joseph Edward Kurtz (* 1946), US-amerikanischer Geistlicher, Erzbischof von Louisville
- Justin Kurtz (* 1977), kanadischer Eishockeyspieler
- Karl Kurtz (1817–1887), württembergischer Maler
- Katherine Kurtz (* 1944), US-amerikanische Schriftstellerin und Historikerin
- Luise Kurtz (1848–1930), deutsche Malerin
- Manny Kurtz (1911–1984), US-amerikanischer Liedtexter
- Mascha Kurtz (* 1970), deutsche Schriftstellerin, siehe Mascha Vassena
- Maximilian Kurtz von Senftenau (1595–1662), deutscher Diplomat und Politiker
- Monika Auweter-Kurtz (* 1950), deutsche Physikerin und Hochschullehrerin
- Oliver Kurtz (* 1971), deutscher Hockeyspieler und -trainer
- Paul Kurtz (1925–2012), US-amerikanischer Philosoph
- Robert Kurtz (* 1939), US-amerikanischer Ordensgeistlicher und Bischof
- Rudolf Kurtz (Schriftsteller) (1884–1960), deutscher Schriftsteller und Publizist
- Rudolf Kurtz (Politiker) (1910–1987), deutscher Politiker (CDU)
- Sabine Kurtz (* 1961), deutsche Politikerin (CDU), Staatssekretärin und Vizepräsidentin
- Sebastian Kurtz (1576–1659), Nürnberger Rechenmeister
- Sebastian Kurtz von Senftenau († 1568), deutscher Faktor der Fugger
- Stefan Kurtz (* 1964), deutscher Informatiker
- Steve Kurtz (* 1958), US-amerikanischer Biokünstler und Wissenschaftler
- Swoosie Kurtz (* 1944), US-amerikanische Schauspielerin
- Thomas Kurtz (Soziologe) (* 1961), deutscher Soziologe
- Thomas E. Kurtz (1928–2024), US-amerikanischer Mathematiker und Informatiker
- Thomas G. Kurtz (* 1941), US-amerikanischer Mathematiker und Statistiker
- Walter Kurtz (* 1946), deutscher Unternehmer
- Wilhelm Kurtz (Sportler) (1897–1942), österreichischer Kunsthändler, Amateurboxer und Sportfunktionär
- Wilhelm Kurtz (Bischof) (1935–2023), polnischer Ordensgeistlicher, römisch-katholischer Erzbischof von Madang
- Willi Kurtz (1892–1974), deutscher Verleger
- William Henry Kurtz (1804–1868), US-amerikanischer Politiker

## Fiktive Personen
- Kurtz, fiktionaler Charakter in Joseph Conrads Erzählung Herz der Finsternis
- Colonel Walter E. Kurtz, Hauptfigur in dem Spielfilm Apocalypse Now